# Moshav Herut
Herut (en hebreo: מושב חרות ) es un moshav del distrito central de Israel, está situado en la llanura de Sharon, cerca de Tel Mond, está bajo la supervisión del concejo regional de Lev HaSharon. En 2015 tenía una población de 1266 habitantes. El significado en español de la palabra hebrea Herut es Libertad.

## Historia
Esta localidad fue fundada en 1930 por el Herut, un partido político formado por inmigrantes que se asentaron en el Mandato Británico de Palestina durante la tercera y la cuarta Aliyá. Los cacahuetes fueron uno de los primeros productos agrícolas cultivados en el moshav. Uno de los edificios que cabe señalar es la casa del pueblo, Beit Ha-Am, construida en 1959.